# Södermanlands runinskrifter 300
Glömstahällen, eller Glömstaristningen med signum Sö 300, är en runhäll i Glömstadalen nära Glömstavägen i Huddinge kommun, Stockholms län.

## Runhällen

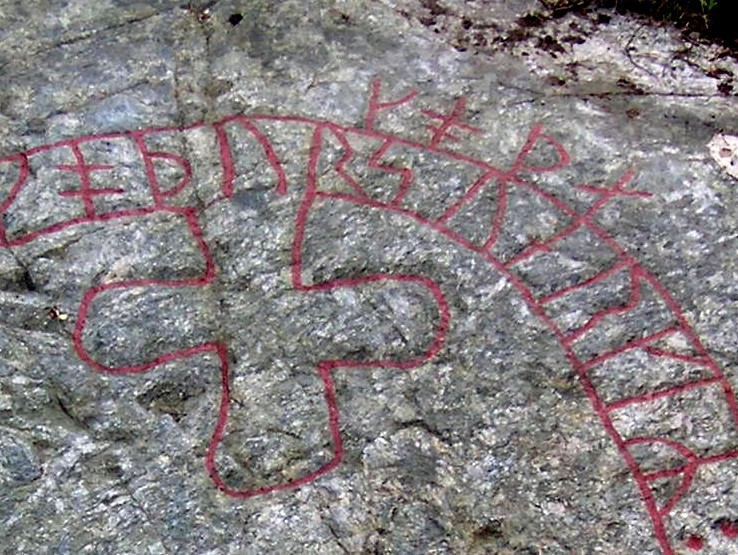
Detalj

Glömstahällen i Huddinge är kommunens enda runristning som finns kvar på sin ursprungliga plats, anledningen är att den består av en berghäll som inte gått att flytta. Ristningen hedrar en kvinna vilket är ovanligt och den har en gång varit utförd i flera färger, förmodligen svart, rött och vitt och varit väl synlig för alla passerande. Ornamentiken består av en rund bandring fylld med runor och innanför hänger ett litet kristet kors. Hällen  vittnar om den förhistoriska Tingsvägens sträckning över Glömstadalen, vars tidigare farled genom landhöjningen blivit uppgrundad till våtmarker kring ett mindre vattendrag.
Runhällen är upptäckt 1928, uppmålad 1934, imålningen delvis bortfrätt. Över hällen rinner en källåder. Skyltad av Huddinge Hembygdsförening.

## Inskriften
Translitterering av runraden:
suerkiʀ : lit : boro : kiera : eftiʀ · erinkuni · moþur koþa
Normalisering till runsvenska:
Sværkiʀ let bro gæra æftiʀ Æringunni, moður goða.
Översättning till nusvenska:
Sverker lät göra bron efter Ärengunn, (sin) /goda/ moder.
Ordet ”goda” har hamnat utanför slingan, tolkningen blir då … sin goda moder. Att ”goda” ristats utanför slingan kan bero på platsbrist, glömska eller att Sverker ville betona just ordet ”goda” som kan anknyta till Gud. Koppling till en kristen tro symboliseras även av det inristade korset. 
Bron som står omnämnd i texten förde en gång trafikanterna på Göta landsväg över bäcken i den sanka Glömstadalen, som när runhällen ristades för tusen år sedan mest bestod av våtmarker. Vägen var en länk i förbindelsen mellan Stockholm och södra Sverige. Ristaren är okänd.
En gärdesgårdsbyggare upptäckte runhällen 1927 när han hasade ner över det mossklädda berget varmed ristningen frigjordes.